# Конфедерация Аро
Конфедерация Аро (1690—1902) — политический союз, организованный клановыми группами народности игбо главным образом вокруг города-государства Арочукву (иначе Аро-Чукву) в современной юго-восточной Нигерии. Влияние этого государственного образования распространялось на регионы восточной Нигерии, включая дельту реки Нигер и южной части региона Игала в XVIII и XIX веках. Также аро утверждали, что их влияние распространялось на часть современного Камеруна и Экваториальной Гвинеи. Арочукву являлся экономическим, политическим и религиозным центром, так как в нём располагался оракул («прорицалище») Ибини Укпаби(божества всего народа игбо), шаманы, резиденция езе (короля) аро и других вождей народа игбо.

## Оракул Аро-Чукву
В XVIII—XIX веках восточная часть густонаселенной дельты Нигера стала одним из основных источников невольников для европейских колоний в Америке. Реальная власть в этот период всё ещё принадлежала самим африканцам (объединённым в мини-государства народов ари, игбо, эфик и др.), поэтому работорговля требовала идейных обоснований в духе местных верований.
Главным «производителем» рабов был оракул Аро-Чуку, которого почитали во всей дельте Нигера. Он по своему определению требовал жертв — «пожирал» неугодных жителей. Это «пожирание» означало продажу неугодных оракулу людей как невольников на корабли европейцев. Но так как одним подобным путем было невозможно обеспечить спрос на рабов, то вооруженные отряды ари, находившиеся «под началом» оракула, высаживались на берега Нигера и проводили набеги на близлежащие районы. Захваченных в плен везли к побережью. Регулярность этого торгового грузопотока обеспечивало «тайное общество» Экпе, объединявшее местную торговую элиту. В 1711—1810 годах в результате такой активности Экпе восточная часть дельты Нигера поставила европейским работорговцам до миллиона рабов. Работорговля здесь продолжалась в таких же масштабах вплоть до 1840 года.

## Возвышение
В середине XVIII века начались массовые миграции нескольких племён аро во внутренние области расселения игбо (так называемый Игболенд) и смежные районы, связанные с ростом торговли пальмовым маслом и рабами. Благодаря своей роли хранителей вызывающего всеобщий ужас оракула Аро-Чукву (посвящённого племенному богу Ибини Укпаби), аро могли свободно перемещаться по всей территории, населенной игбо. Поставив торговлю под свой контроль и получив доступ к европейским товарам, аро укрепили свои позиции в качестве жрецов-торговцев. Благодаря союзу с несколькими соседними воинственными государствами игбо и племён восточного заречья Нигера (среди которых были племена охафия, абам, абириба, афикпо, экои и т. д.) и использованию огнестрельного оружия они образовали конфедерацию городов аро — мощнейшее государственное образование региона.

## Эпоха Конфедерации
С начала XVIII века усилиями племён аро в регионе дельты реки Нигер росли и развивались города-государства, становясь важными центрами вывоза пальмового масла и рабов. Такими городами-государствами были Опобо, Бонни, Брасс, Калабар, а также ряд других торговых городов, контролируемых племенами иджо, эфик и игбо. Сотни общин аро образовали мощную сеть торговых колоний, которая стала основной государства. Аджалли, Арондижуогу и Бенде были самыми мощными городами-государствами в Конфедерации Аро после Арочукву. Некоторые из них названы в честь военачальников (таких как например Исузука Мгбокпо и Ихеме), возглавлявших войска аро при захвате города Икпа Опа и основании города Арондижуогу. Позже такие военные предводители аро как Окоро Идозука (из Арондижуогу), расширили границы Конфедерации в начале XIX века. Сила Конфедерации Аро коренилась в её выгодном религиозном и торговом положении. С приходом европейских колонизаторов в конце XIX века всё резко изменилось.

## Упадок
В 1890-е годы интересы Королевской Нигерской компании из Великобритании вступили в противоречие с интересами племён аро.
Аро сопротивлялись проникновению британцев в глубинные районы, понимая, что это грозит их экономическому и религиозному господству в регионе. Аро вместе с союзниками выступили против британцев и их союзных племён в Игболенде и Ибибиоленде.
После неудачных переговоров в 1899 году британцы стали готовить захват Конфедерации Аро, идеологически обосновываемый необходимостью подавления работорговли и пресечения предполагаемых человеческих жертвоприношений у племён аро.
В 1901 году набег племён аро на Обегу (союзное Великобритании государственное образование в Игболенде) стал последним крупным военным успехом Конфедерации и дал формальный повод к началу Аро-английской войны.
В ноябре 1901 года напряжённость переросла в войну и британцы приступили к захвату Конфедерации Аро.
25 декабря 1901 года город Арочукву был захвачен несмотря на сильное сопротивление племён аро.
К весне 1902 года война закончилась и Конфедерация Аро прекратила своё существование, став частью Колониальной Нигерии.